# Сен-Мартен-Жимуа
Сен-Марте́н-Жимуа́ (фр. Saint-Martin-Gimois) — коммуна во Франции, находится в регионе Юг — Пиренеи. Департамент — Жер. Входит в состав кантона Сарамон. Округ коммуны — Ош.
Код INSEE коммуны — 32392.

## География

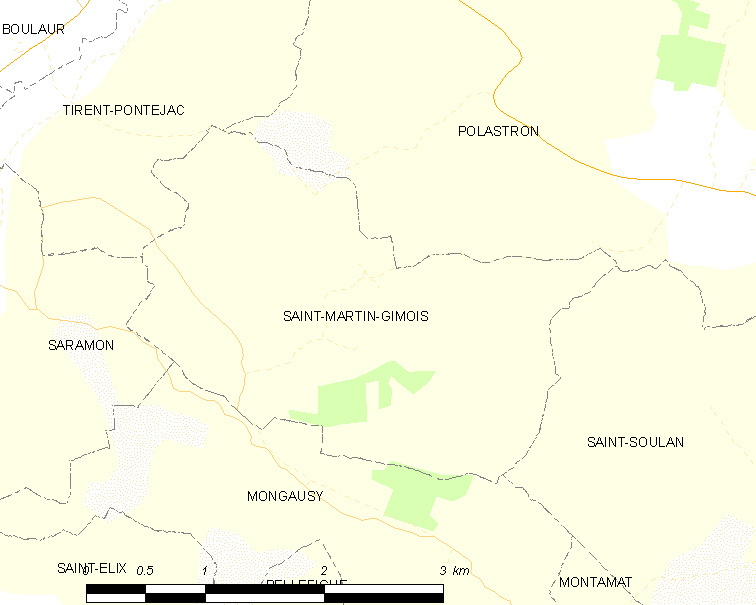
Карта коммуны

Коммуна расположена приблизительно в 610 км к югу от Парижа, в 55 км западнее Тулузы, в 23 км к юго-востоку от Оша.

## Климат
Климат умеренно-океанический. Лето жаркое и немного дождливое, температура часто превышает 35 °С. Зимой часто бывает отрицательная температура и ночные заморозки. Годовое количество осадков — 700—900 мм.

## Население
Население коммуны на 2010 год составляло 87 человек.
| 1962 | 1968 | 1975 | 1982 | 1990 | 1999 | 2010 |
| ---- | ---- | ---- | ---- | ---- | ---- | ---- |
| 113  | 95   | 89   | 86   | 87   | 74   | 87   |

## Администрация
| Период | Период | Фамилия         | Партия | Примечания |
| ------ | ------ | --------------- | ------ | ---------- |
| 2001   | 2008   | Анри Монкассен  |        |            |
| 2008   | 2014   | Жиль Лотерье    |        |            |
| 2014   | 2020   | Франсис Лагидон |        |            |

## Экономика
В 2010 году среди 47 человек трудоспособного возраста (15-64 лет) 32 были экономически активными, 15 — неактивными (показатель активности — 68,1 %, в 1999 году было 73,2 %). Из 32 активных жителей работали 31 человек (17 мужчин и 14 женщин), безработным был 1 женщина. Среди 15 неактивных 3 человека были учениками или студентами, 9 — пенсионерами, 3 были неактивными по другим причинам.